# Rising Hope
《Rising Hope》是日本女歌手LiSA的第5張單曲，於2014年5月7日由Aniplex發售。

## 概要
Rising Hope為繼《träumerei》後，LiSA的第5張單曲，是電視動畫《魔法科高中的劣等生》的主題曲。另外此曲也是LiSA第一次作詞。
「我要相信自己」、「我要堅強，為了心愛的人」正正便是Rising Hope想表達的意思，而這兩個意思也符合了本作司波達也與司波深雪兩兄妹的羈絆。
Rising Hope的曲調因為是由電子琴與電結他高速彈奏而成，所以帶有一種比較前衛的感覺。而LiSA在PV的衣著方面，則帶給人一種清爽的感覺。

## 反應
在2014年5月7日的iTunes下載榜日榜中，Rising Hope取代了由松隆子演唱的《讓它走》，成為iTunes下載榜日榜的第一位，並終結了《讓它走》佔據下載榜日榜首位50多天的記錄。而在接下來的幾天，Rising Hope仍然佔據日榜的第一位。
而在Oricon公信榜方面，Rising Hope則取得了週榜的第四位，為LiSA當時在該榜中名次最高的單曲，之後被《印記》翻新。

## 收錄曲目

### 初回生產限定盤、通常盤
1. Rising Hope [4:12]
作詞：LiSA/田淵智也（日语：田淵智也）、作曲：田淵智也、編曲：堀江晶太
  - 電視動畫《魔法科高中的劣等生》主題曲
2. Poker Face（ポーカーフェイス）[3:53]
作詞：LiSA、作曲：、編曲：akkin
3. [5:16]
作詞：LiSA、作曲・編曲：山本陽介
4. Rising Hope -Instrumental-

### DVD（只限初回生產限定盤）
1. Rising Hope（Music Clip）

### 期間生產限定盤
1. Rising Hope
2. Poker Face
3. [4:10]
作詞：園田智也、作曲：宮城裕次、編曲：鈴木Daichi秀行（日语：鈴木Daichi秀行）
4. Rising Hope -TV ver.- [1:34]

### DVD
1. Rising Hope -"魔法科高中的劣等生" non-credit opening-

## 外部連結
- 索尼音樂娛樂介紹網站
  - 初回生產限定盤（页面存档备份，存于） （日語）
  - 期間生產限定盤（页面存档备份，存于） （日語）
  - 通常盤（页面存档备份，存于） （日語）